# IAI Westwind
Israel Aircraft Industries (IAI) Westwind — ізраїльський реактивний адміністративний літак . Розроблений підприємством Aero Commander, серійно вироблявся ізраїльським підприємством Israel Aircraft Industries (IAI) у 1968 - 1987 роках. у кількох модифікаціях. Випущено 442 літаки.

## Розробка літака
Літак Westwind був розроблений американським підприємством Aero Commander як розвиток гвинтового літака Aero Commander . Прототип, названий Aero Commander 1121 Jet Commander, здійснив перший політ 2 січня 1963 року . Перші серійні літаки надійшли замовникам на початку 1965 року . Незабаром після початку серійного випуску літака підприємство Aero Commander було придбано компанією North American Rockwell . Оскільки серед моделей Rockwell вже був реактивний адміністративний літак Sabreliner, виробництво Jet Commander підпадало під обмеження антимонопольного законодавства . 1968 року права на виробництво літака було продано ізраїльському підприємству IAI.

## Серійне виробництво
Серійний випуск першої моделі Jet Commander, розпочатий у США та продовжений в Ізраїлі, становив 150 літаків. Після низки модифікацій, внесених ізраїльськими інженерами, літаку було надано позначення IAI 1123 Westwind. Було подовжено фюзеляж, збільшено злітну вагу, удосконалено механізацію крила та конструкцію хвостового оперення. Турбореактивні двигуни, що встановлювалися на першій моделі, були замінені на економічніші ТРДД Garrett TFE731. З 1976 випускалася покращена модель 1124 Westwind, а з 1980 - Westwind II. Усього, до закінчення виробництва у 1987 році, з урахуванням випуску в США та Ізраїлі, було побудовано 442 літаки.

## Основні модифікації
Aero Commander
1121 Jet Commander – перша виробнича серія з двигунами General Electric CJ610-1 або CJ610-5. Збудовано 120 літаків.
1121A - Модифікація з двигунами CJ610-1, збудовано 11 літаків.
1121B Commodore Модифікація з двигунами CJ610-5, збудовано 19 літаків.
IAI
1123 Westwind - модифікований варіант моделі 1121 з подовженим фюзеляжем, двигунами CJ610-9 та допоміжною силовою установкою. Збудовано 36 літаків.
1124 Westwind - модифікація з турбовентиляторними двигунами Garrett TFE731-3-1G та без ЗСУ.
1124N Sea Scan - морський патрульний літак .
1124 Westwind II - модифікований варіант моделі 1124, будувався з 1980.

## Експлуатація
Літак використовувався цивільними та військовими експлуатантами в Ізраїлі, Канаді, Чилі, Гватемалі, Німеччині, Гондурасі, Новій Зеландії, Уганді.

## Льотно-технічні характеристики (1124A Westwind II)
Екіпаж : 2
Пасажирів місткість: до 10
Довжина: 15.93 м
Розмах крил : 13.65 м
Висота: 4.81 м
Вага (порожня): 6,010 кг
Максимальна злітна вага : 10,660 кг

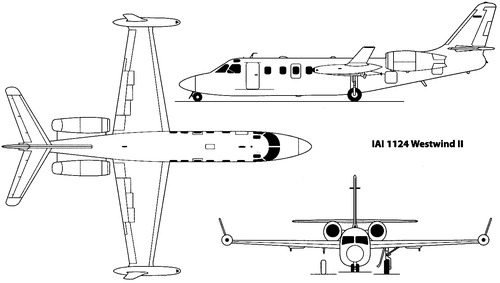
IAI Westwind II

Силова установка : 2 × ТРДД Garrett TFE731-3-1G, тяга 16.46 kN кожен
Максимальна швидкість: 868 км/год на висоті 8840 м
Крейсерська швидкість : 723 км/год на висоті 11,890-12,500 м
Дальність: до 4,430 км.
Практична стеля : 13,720 м